# Semnopithecus dussumieri
Semnopithèque de Dussumier
Espèce
Synonymes
- Semnopithecus entellus dussumieri

Statut de conservation UICN

 LC  : Préoccupation mineure
Statut CITES
Le Semnopithèque de Dussumier (Semnopithecus dussumieri) est une espèce qui fait partie des mammifères Primates. C’est un singe asiatique de la famille des Cercopithecidae.

## Classification
Auparavant considéré comme faisant partie de l'espèce Semnopithecus entellus, en 2001 Groves a scindé celle-ci en sept espèces distinctes,.
Synonymes :
- Semnopithecus achates (Pocock, 1928)
- Semnopithecus anchises (Blyth, 1844)
- Semnopithecus elissa (Pocock, 1928)
- Semnopithecus entellus (I. Geoffroy, 1843) ssp. dussumieri
- Semnopithecus iulus (Pocock, 1928)
- Semnopithecus priamellus (Pocock, 1928)

## Répartition

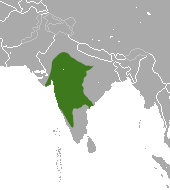
Répartition de l'espèce en Inde, en vert

L'espèce se rencontre en Asie, dans une grande partie de l'Inde.

## Mode de vie
Le langur sacré de Dussumier vit en bandes de quelques dizaines d'individus. Ne craignant pas l'homme, on le rencontre en milieu péri-urbain.

## Galerie

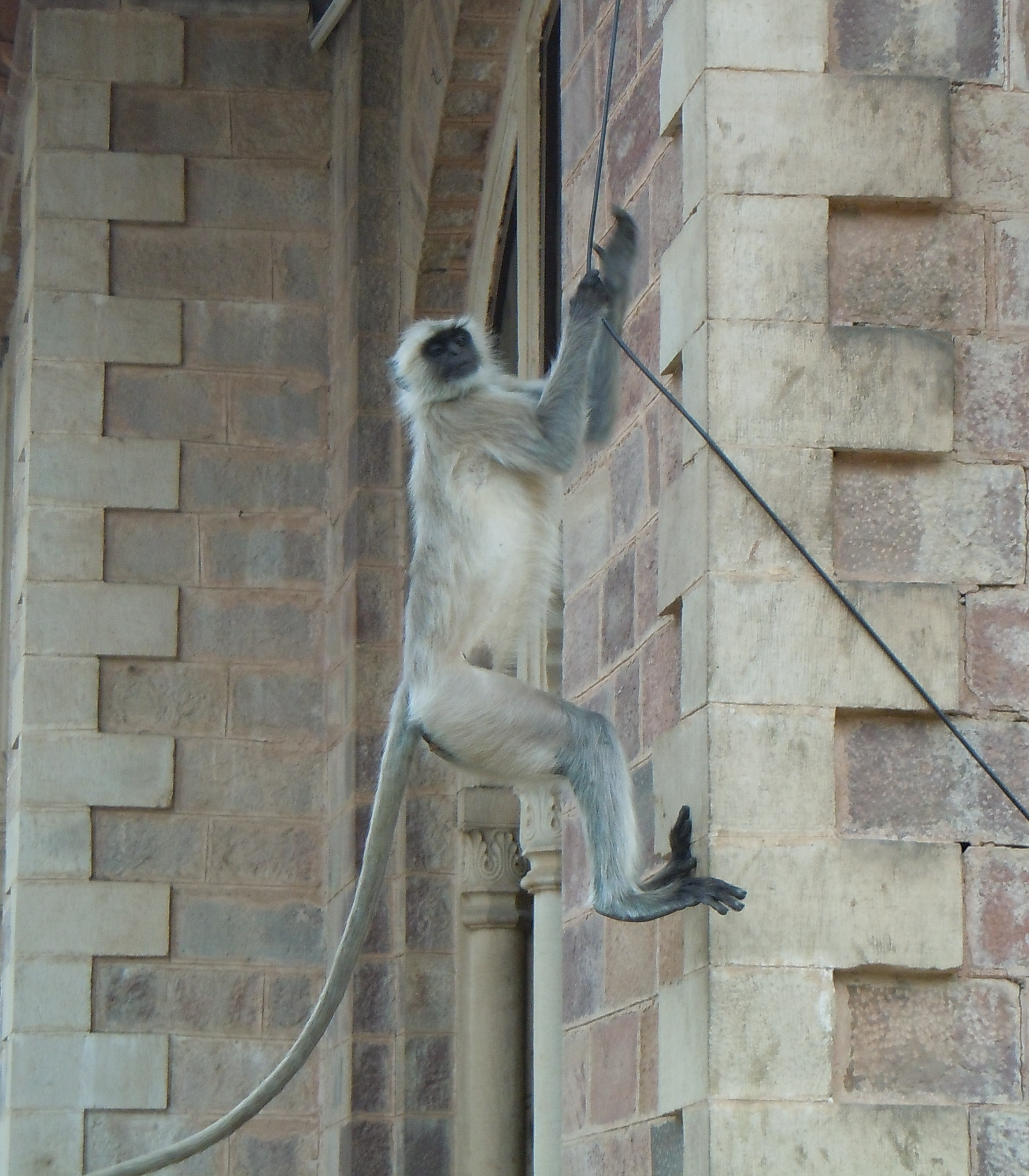
Langur de Dussumier descendant d'une corniche d'un palais au Rajasthan
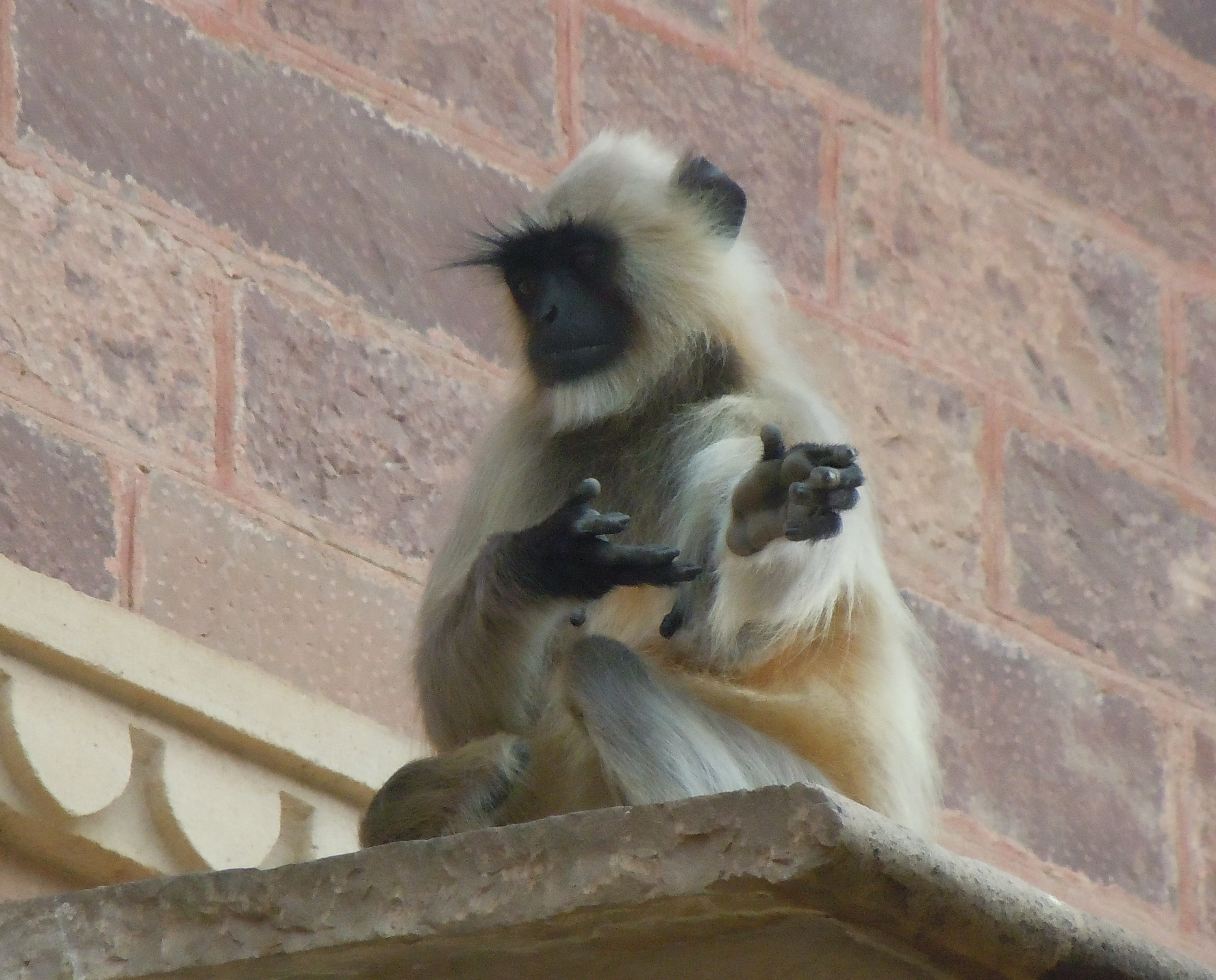
Jeune langur sur une corniche du palais
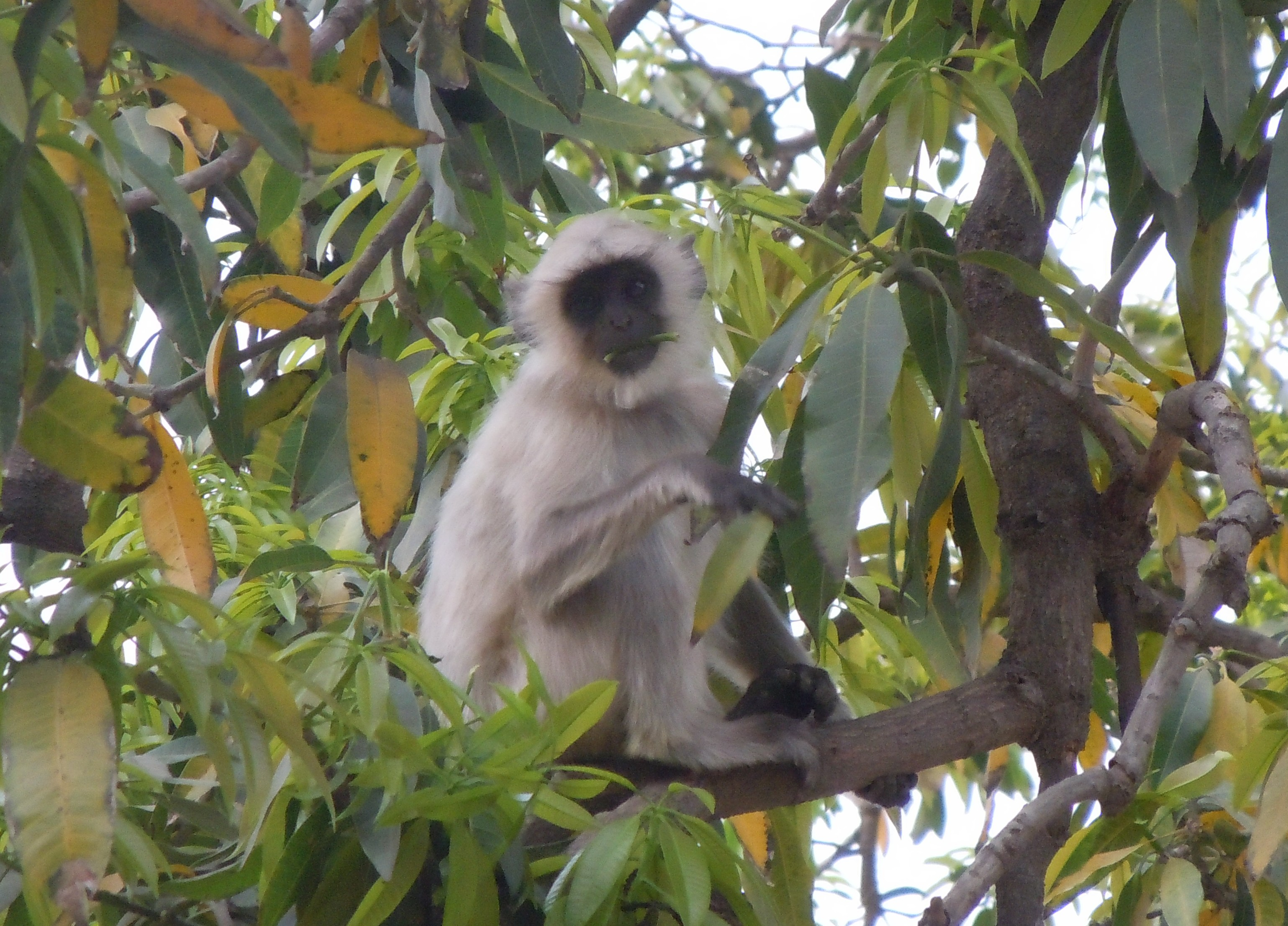
Jeune langur se nourrissant de feuilles d'arbre.
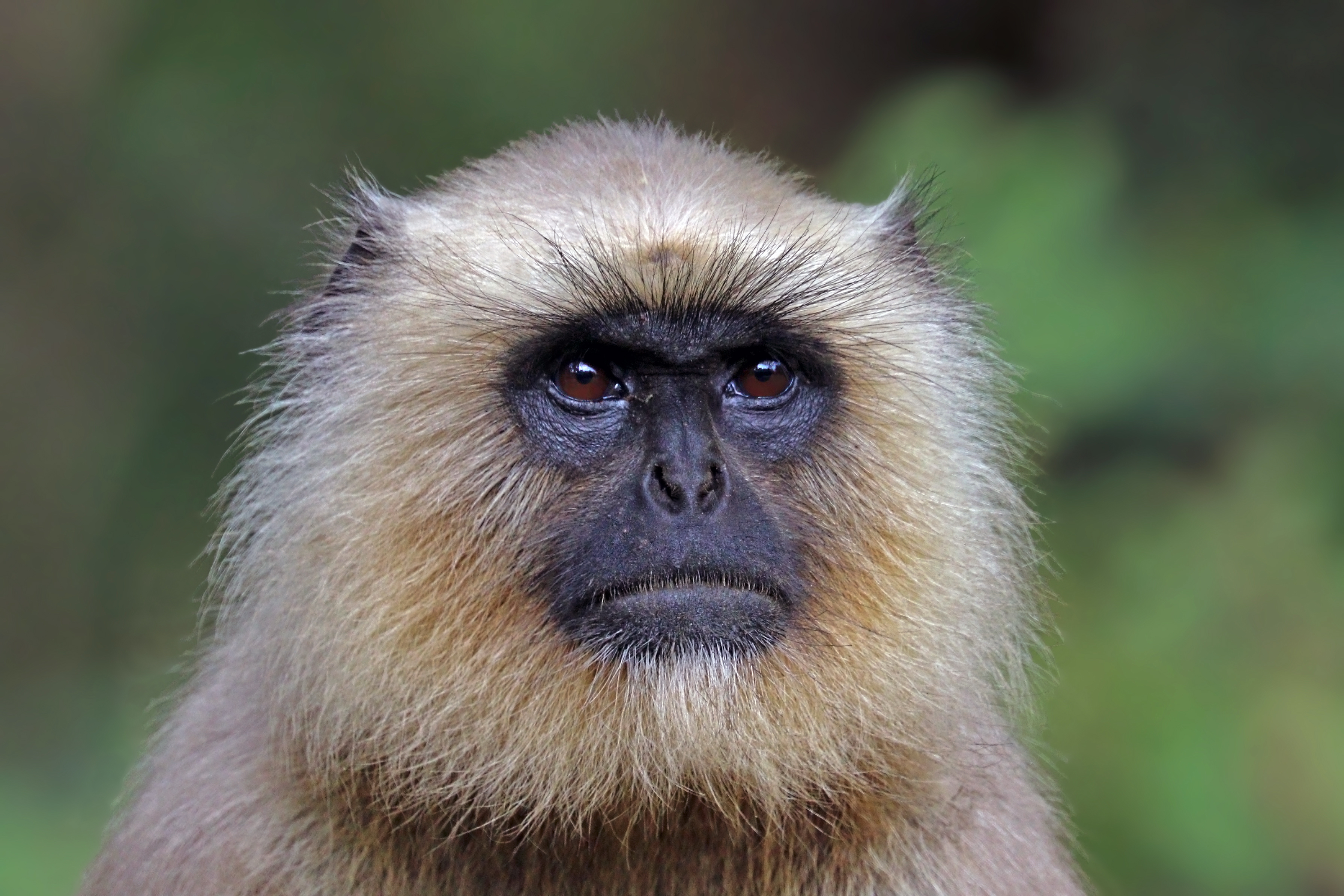
Une femelle semnopithecus dussumieri, dans le parc national de Kanha, Inde. Novembre 2017.